# Bélapátfalva
Bélapátfalva város Heves vármegyében, a Bélapátfalvai járás székhelye, mely Egertől északra a Bükk-vidék nyugati oldalán fekszik. A település az Eger-patak völgyében futó országút mentén található. Az Füzesabony–Putnok-vasútvonal melletti városnak két vasútállomása is van: Bélapátfalva vasútállomás és Bélapátfalvi Cementgyár megállóhely, melyet az egykori Bélapátfalvi Cementgyárról neveztek el.

## Fekvése
Bélapátfalva az Eger-patak folyásának felső részén kialakult medence peremén helyezkedik el, az erdőhatár és a vízjárta patakvölgyek közötti sávban, 311 méter magasságban a tengerszint felett, a 816 méter magas Bél-kő nyugati lábánál. A város határában fut a Recska-patak. A település a 2506-os és 2507-es közutak találkozásánál található, országos közútnak minősül még a központból a vasútállomásig húzódó 25 304-es és a Bükkszentmárton felől nagyjából ugyanoda vezető 25 305-ös út is.

## Története
A település egykor a Bél nemzetség birtokai közé tartozott. Nevét az oklevelek a 13. századtól említették először Bel, Beel, Beyle formában.
1330-ban „falu a monostor előtt, melyet az Apát falujának neveznek” alakban volt említve, majd 1415-től Apátfalva néven említették.
A Béli apátságot II. Kilit püspök alapította 1232-ben a ciszterci szerzeteseknek.

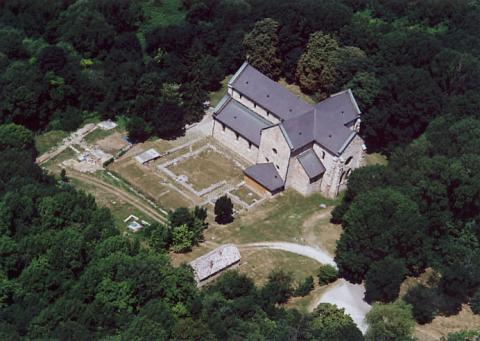
A templom és a kolostorrom Bélapátfalván

1241-ben IV. Béla király seregei a tatárok elől menekülve az apátságnál vették fel a küzdelmet az őket üldöző tatárokkal.
1412-ben Zsigmond király, majd később 1460-ban Mátyás király erősítette meg az apátságot régi jogaiban. Mátyás halála után azonban e birtokokat egyházi és világi személyek foglalták el.
1495-ben Verebélyi apát birtoka volt, aki Bakócz Tamás egri püspöknek engedte át az apátság jövedelmeit, s ettől kezdve folyamatosan az egri püspökség birtoka maradt.
1534-ig a szerzetesek éltek a monostorban, akkor Perényi Péter a püspökség birtokait is elfoglalta, és Eger környéke református hitre tért át. Ekkor a szerzetesek a zaklatások miatt elhagyták a monostort. A lakóitól elhagyott és a birtokaitól megfosztott monostor lassan omladozni kezdett, a templom is romos állapotba került, Apátfalva pedig 1562-ig a szarvaskői vár tartozéka lett.
1678-ban I. Lipót király az egri káptalannak adta a falut.
1700-ban a király Telekessy egri püspök kérelmére az apátság összes javait a létesítendő egri papi szeminárium fenntartása céljából adományozta.
1700-tól 1945-ig a település az egri papi szeminárium birtoka volt.
1910-ben 1852 lakosából 1833 magyar volt. Ebből 1721 római katolikus, 36 református, 70 izraelita volt.
A 20. század elején Borsod vármegye Sajószentpéteri járásához tartozott.
A városi rangot 2004-ben kapta meg.

## Közélete

### Polgármesterei
- 1990–1994: Barta Norbert (független)[4]
- 1994–1998: Barta Norbert (független)[5]
- 1998–2002: Barta Norbert (MSZP-SZDSZ)[6]
- 2002–2006: Ferencz Péter (független)[7]
- 2006–2010: Ferencz Péter (független)[8]
- 2010–2014: Ferencz Péter (független)[9]
- 2014–2019: Ferencz Péter (független)[10]
- 2019–2024: Ferencz Péter (független)[11]
- 2024– : Ferencz Péter (független)[1]

## Népesség
A település népességének változása:
| Lakosok száma | 3075 | 3077 | 2935 | 2668 | 2753 | 2763 |
|               | 2013 | 2014 | 2018 | 2022 | 2023 | 2024 |

2001-ben a település lakosságának 93%-a magyar, 7%-a cigány nemzetiségűnek vallotta magát.
A 2011-es népszámlálás során a lakosok 87,1%-a magyarnak, 7,4% cigánynak, 0,4% németnek, 0,2% románnak, 0,2% szlováknak mondta magát (12,9% nem nyilatkozott; a kettős identitások miatt a végösszeg nagyobb lehet 100%-nál). A vallási megoszlás a következő volt: római katolikus 52,9%, református 5,4%, evangélikus 0,2%, görögkatolikus 0,3%, felekezeten kívüli 17,3% (23,5% nem nyilatkozott).
2022-ben a lakosság 92,8%-a vallotta magát magyarnak, 4,6% cigánynak, 0,4% németnek, 0,3% románnak, 0,1% szlováknak, 2% egyéb, nem hazai nemzetiségűnek (7,1% nem nyilatkozott; a kettős identitások miatt a végösszeg nagyobb lehet 100%-nál). Vallásuk szerint 42,8% volt római katolikus, 5,7% református, 0,9% görög katolikus, 0,1% evangélikus, 0,8% egyéb keresztény, 0,7% egyéb katolikus, 13,6% felekezeten kívüli (35,2% nem válaszolt).

## Nevezetességei
- Bélapátfalvi ciszterci apátság és a monostor romjai
- Gyári tó és környezete
- Gesztenyés Kiállítóház
- Kamotsay István: Hősök Emlékműve (szobor)
- Kacsa Gőzmozdony (kiállítva)
- Bányai mű út és szerpentin (versenyek, panorámás helyszíne)
- Gyári tó kempingező és nyársaló rét
- Telekessy Vendégház
- Apátság Gyalogösvény
- Mária Forrás
- Plébánia Hivatal épülete
- Római Katolikus templom
- Gyermektábor romjai
- Bélkő-hegy és tanösvény
- Gilitka-kápolna
- A településen áthalad az Országos Kéktúra.